# 대한민국 형사소송법 제285조
대한민국 형사소송법 제285조는 검사의 모두진술에 대한 형사소송법의 조문이다.

## 조문
제285조(검사의 모두진술)검사는 공소장에 의하여 공소사실·죄명 및 적용법조를 낭독하여야 한다. 다만, 재판장은 필요하다고 인정하는 때에는 검사에게 공소의 요지를 진술하게 할 수 있다.
[전문개정 2007.6.1.]

## 참고 문헌
- 손동권 신이철, 새로운 형사소송법(초판, 2013), 세창, 2013. ISBN 9788984114081